# مقاطعة رشتخوار
مقاطعة رشتخوار (بالفارسية: شهرستان رشتخوار) هي مقاطعة في محافظة خراسان رضوي في إيران. عاصمة المقاطعة هي مدينة رشتخوار. في تعداد عام 2006، كان عدد سكان المقاطعة 57247 نسمة ، وعدد الأسر 13519 أسرة. المقاطعة لديها منطقتين: المنطقة الوسطى ومنطقة جنكل. ولديها مدينتين: رشتخوار وجنكل.